# Černousy
Černousy (jusqu'en 1924 : Černohousy ; en allemand : Tschernhausen) est une commune du district et de la région de Liberec, en République tchèque. Sa population s'élevait à 316 habitants en 2021.

## Géographie
Černousy se trouve près de la frontière avec la Pologne, à 27 km au nord de Liberec et à 113 km au nord-nord-est de Prague.
La commune est limitée par la Pologne au nord, par Habartice et Pertoltice à l'est, par Višňová au sud et au sud-ouest.

## Histoire
La première mention écrite du village date de 1385.

## Administration
La commune se compose de trois sections :
- Boleslav
- Černousy
- Ves

## Galerie

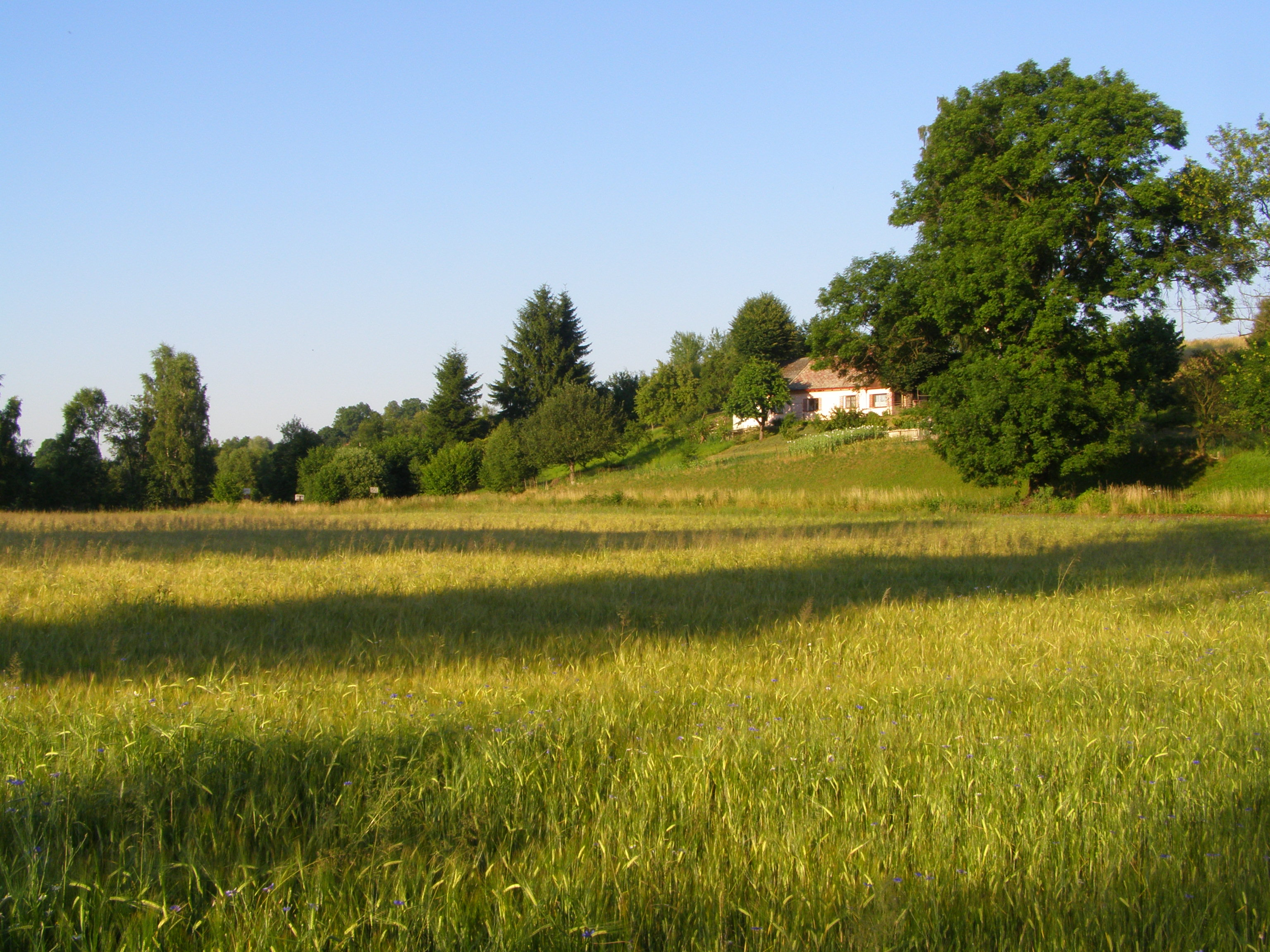
Champ d'orge à Černousy.
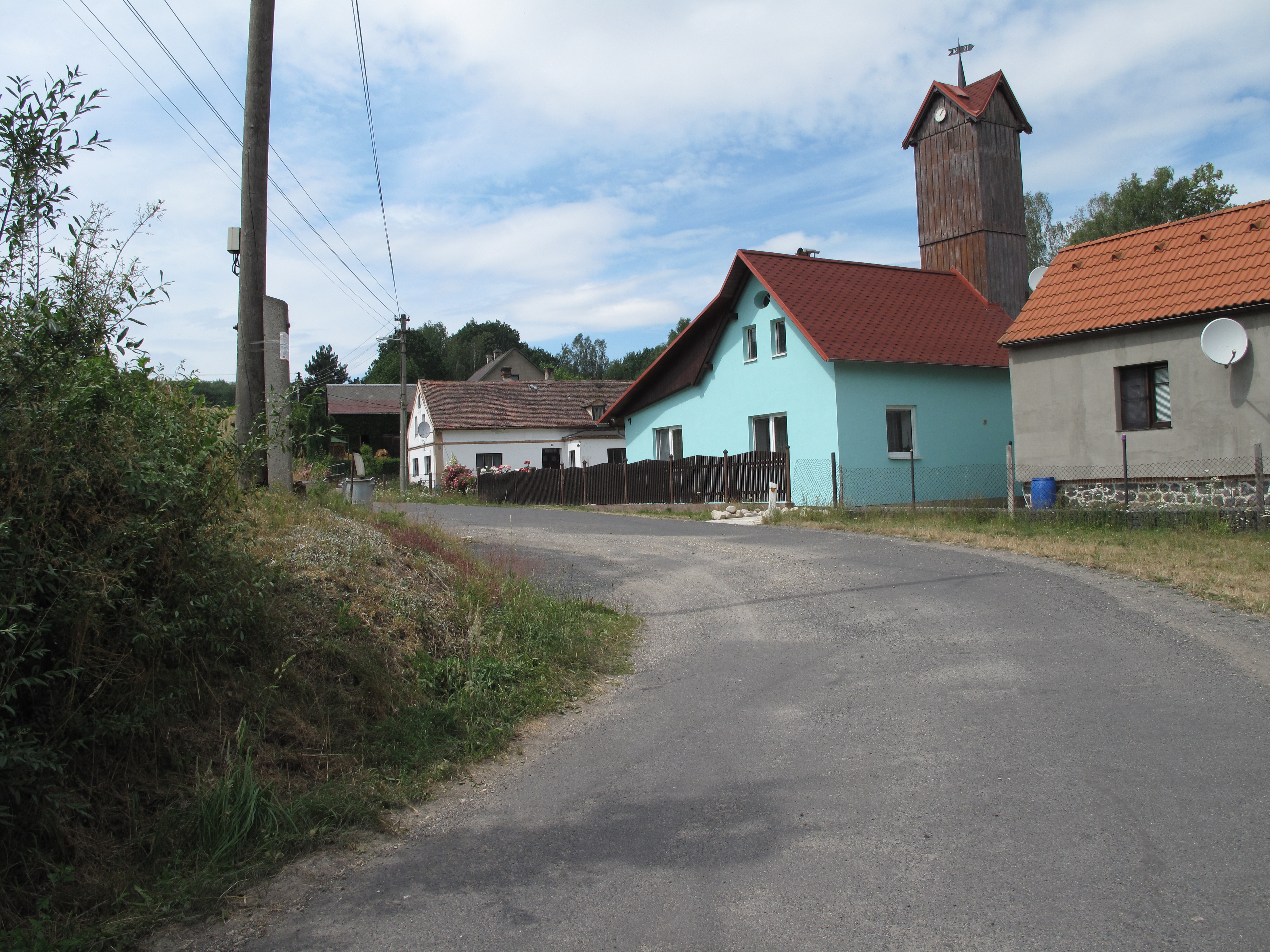
Rue de Boleslav.
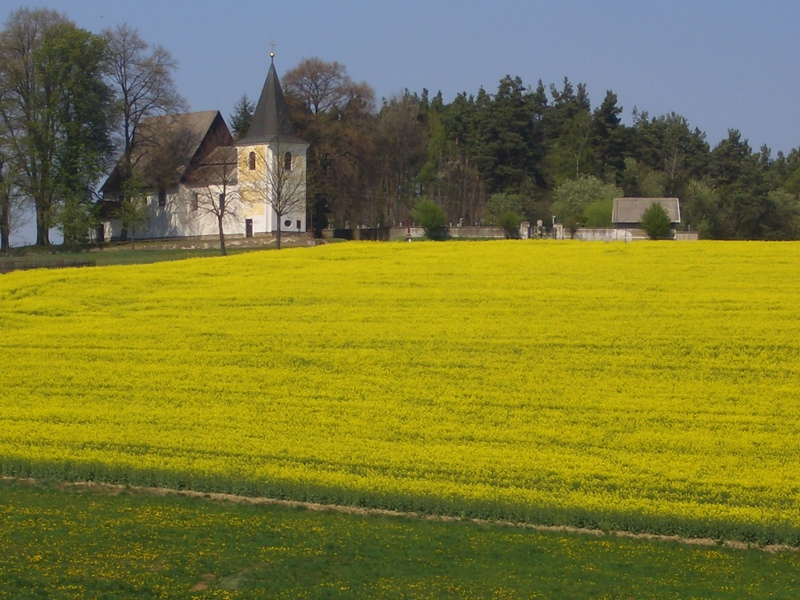
Ves : champ de colza, église.

## Transports
Par la route, Černousy se trouve à 12 km de Frýdlant, à 38 km de Liberec et à 146 km de Prague.